# ローザンヌ条約
ローザンヌ条約（ローザンヌじょうやく、フランス語: Traité de Lausanne）は1923年7月24日、スイスのローザンヌにあるパレ・ド・リュミーヌで締結された講和条約。条約により、第一次世界大戦開戦以来、元オスマン帝国と連合国（フランス、イギリス、イタリア、日本、ギリシャ、ルーマニア）の戦争状態を終結させた。西欧諸国が条約で定められたトルコ国境に基づきトルコ共和国を主権国家として認める代償として、トルコはそれ以外の元オスマン帝国領を放棄した。条約の原文はフランス語で書かれた。

## 概要
1920年にオスマン帝国のスルタン・メフメト6世が連合国と締結したセーヴル条約で東トラキアおよびイズミル地方を得たギリシャは、さらにその領土を拡大しようと小アジアに侵攻した（希土戦争）。ムスタファ・ケマル・アタテュルク率いるトルコ軍はこれを撃退し、イズミルを実力で奪還した。ケマルは続いてアルメニアを平定した。ケマルはソ連とモスクワ条約を、フランスとは休戦条約を締結した。また1922年にはスルタン制を廃止した。
そこで連合国はセーヴル条約にかわる新たな講和条約を結ぶことにした。スイスのローザンヌでヴェルサイユ体制が7か月もかけて調整され、トルコ（アンカラ政府）とイギリス、フランス、イタリア、日本、ギリシャ、ルーマニア、ユーゴスラビア王国の間で条約が調印された。
ローザンヌ条約によって連合国は原則として賠償請求権を放棄した。その代わり、ヴェルサイユ条約第259条第1項およびサン＝ジェルマン条約第210条第1項により既に連合国で管理している500万トルコポンドを譲り受けた。そして1923年11月23日パリにおいて連合国間の分配に関する協定が成立したが、譲り受けた500万トルコポンドに加え、戦前オスマン帝国が軍艦購入資金としてイギリスで発行した五分利付国庫証券で、イギリス政府の保管している84万6100スターリング・ポンドを、各連合国へトルコからの被害額に按分比例のうえ分配することとなった。
条約は1923年8月23日にトルコに批准され、以降ギリシャが1923年8月25日に、イタリアが1924年3月12日に、日本が1924年5月15日に、イギリスが1924年7月16日に批准した。批准書が正式にパリで寄託された1924年8月6日、条約が発効した。

## 内容

### 国境の画定
この条約により近代トルコ国境が決定した。
- ブルガリア及びギリシャとの国境が定められ、トルコは東トラキア（エディルネ・マリツァ川以東）を領有し、これを除く全欧州領を放棄する[9]
- シリアとイラクを放棄。シリアはフランス委任統治領となり、イラクはイギリス委任統治領となる。トルコとシリアの国境は1921年10月20日の仏土協定第8条で、トルコとイラクの国境はローザンヌ条約から9か月内の英土協定で定める[10]
- エジプトとスーダンを放棄[11]
- キプロスをイギリスへ割譲[12][13]
- ドデカネス諸島・ロドス島をイタリアへ割譲[14]
- エーゲ海諸島（イムヴロス島およびテネドス島を除く[15]）をギリシャへ割譲[16]
- トルコ領内におけるクルド人自治区とアルメニア独立は取り消し

### 経済条項
国境変更以外の条項はおおよそ以下の通りである。
- トルコの関税自主権を回復
- カピチュレーションを廃止[17]
- オスマン債務管理局を廃止[4]。軍事に対する介入権も放棄。
- 旧オスマン帝国公債の債務は、第二次バルカン戦争またはローザンヌ条約によって、オスマン帝国から分離した地域を取得した国または独立した新興国に配分された[18]。一方、アンカラ政府のトルコ公債管理委員会には、ドイツ人、オーストリア人およびハンガリー人の公債所持人を代表者する者を含まないものとされた[19]。
- エーゲ海と黒海を結ぶ海峡（ボスポラス海峡とダーダネルス海峡）およびマルマラ海は全艦船に対して解放し[20]、国際連盟海峡委員会（Straits Commission）の管理下におく（海峡沿岸地帯の非武装）。
- ギリシャとトルコの住民交換[21]: 125〜130万人のギリシャ正教徒がトルコからギリシャに移住し、50万人のイスラム教徒がギリシャからトルコへと移住した。例外として、イスタンブールにおける正教徒コミュニティー約10万人、イムヴロス島民7500人、テネドス島民1200人およびギリシャ領西トラキアにおけるイスラム教徒は居住を許された[22]。